# مایکل تیاگو باربوسا دی آراخو
مایکل تیاگو باربوسا دی آراخو (به پرتغالی: Michael Thiago Barbosa de Araujo) هافبک اهل برزیل است که در شهر ریسیف، پرنامبوکو و در تاریخ ۳۱ اکتبر ۱۹۸۴ به دنیا آمده‌است.
مایکل تیاگو باربوسا دی آراخو در تیم‌های فوتبال Szombathelyi Haladás سابقهٔ حضور دارد.